# ایستگاه راه‌آهن غرب پکن
ایستگاه راه‌آهن غرب پکن (انگلیسی: Beijing West railway station) یک ایستگاه در شهر پکن، چین است که در سال ۱۹۹۶ تأسیس شده است.
این ایستگاه با ۵۱۰٬۰۰۰ مترمربع مساحت تا قبل ساخت ایستگاه راه‌آهن شانگهای هونگکیائو بزرگ‌ترین ایستگاه راه‌آهن در آسیا بوده است. این ایستگاه به‌طور متوسط روزانه ۱۵۰۰۰۰ تا ۱۸۰۰۰۰ مسافر تا حداکثر ۴۰۰۰۰۰ نفر در روز خدمات رسانی می‌کند. همچنین ایستگاه در سال ۲۰۱۱ به متروی پکن نیز متصل می‌باشد.
گوانگ‌ژو، کاولون و حومه پکن از جمله مقصدهای ایستگاه غرب پکن است.

## نگارخانه

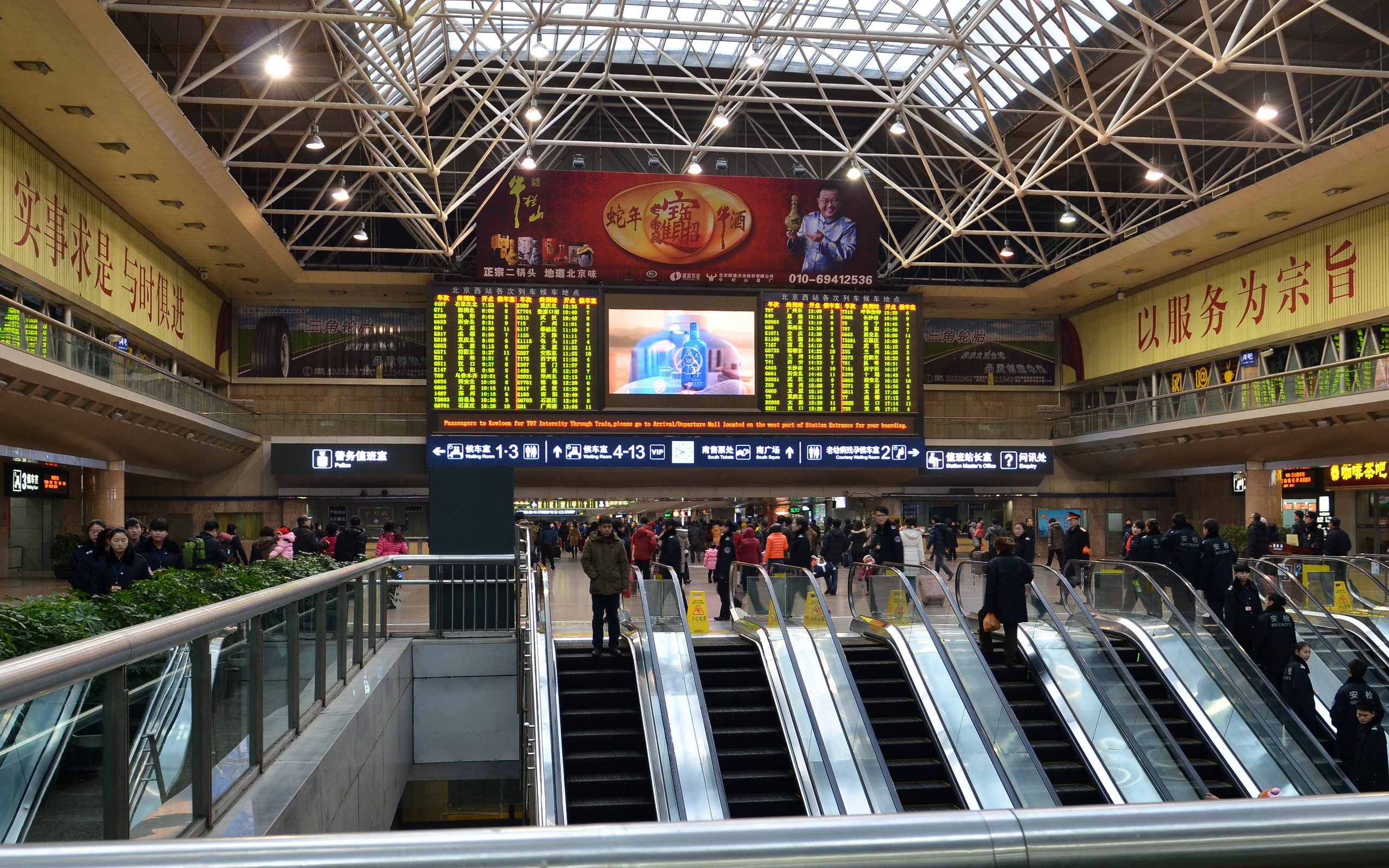
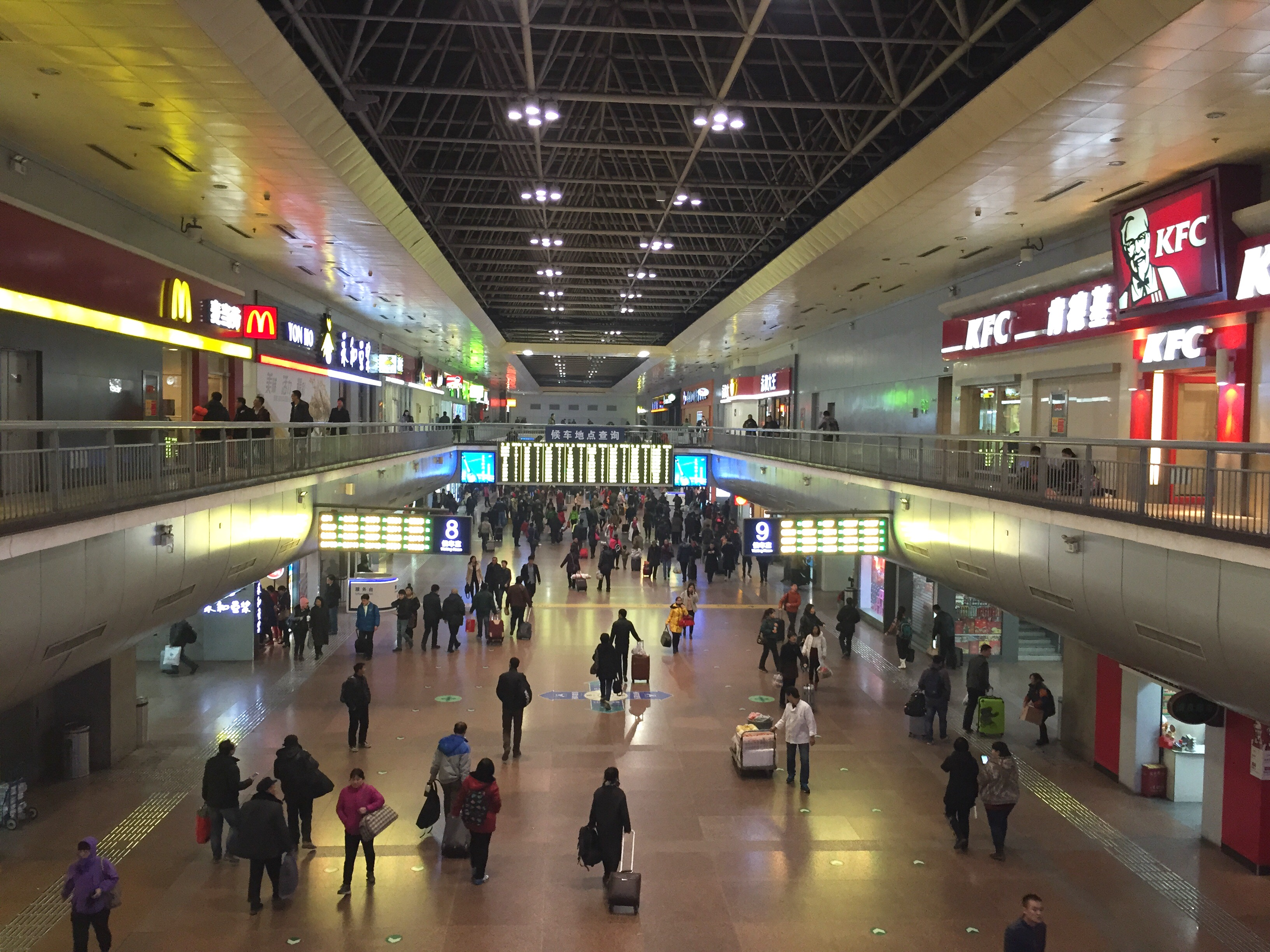
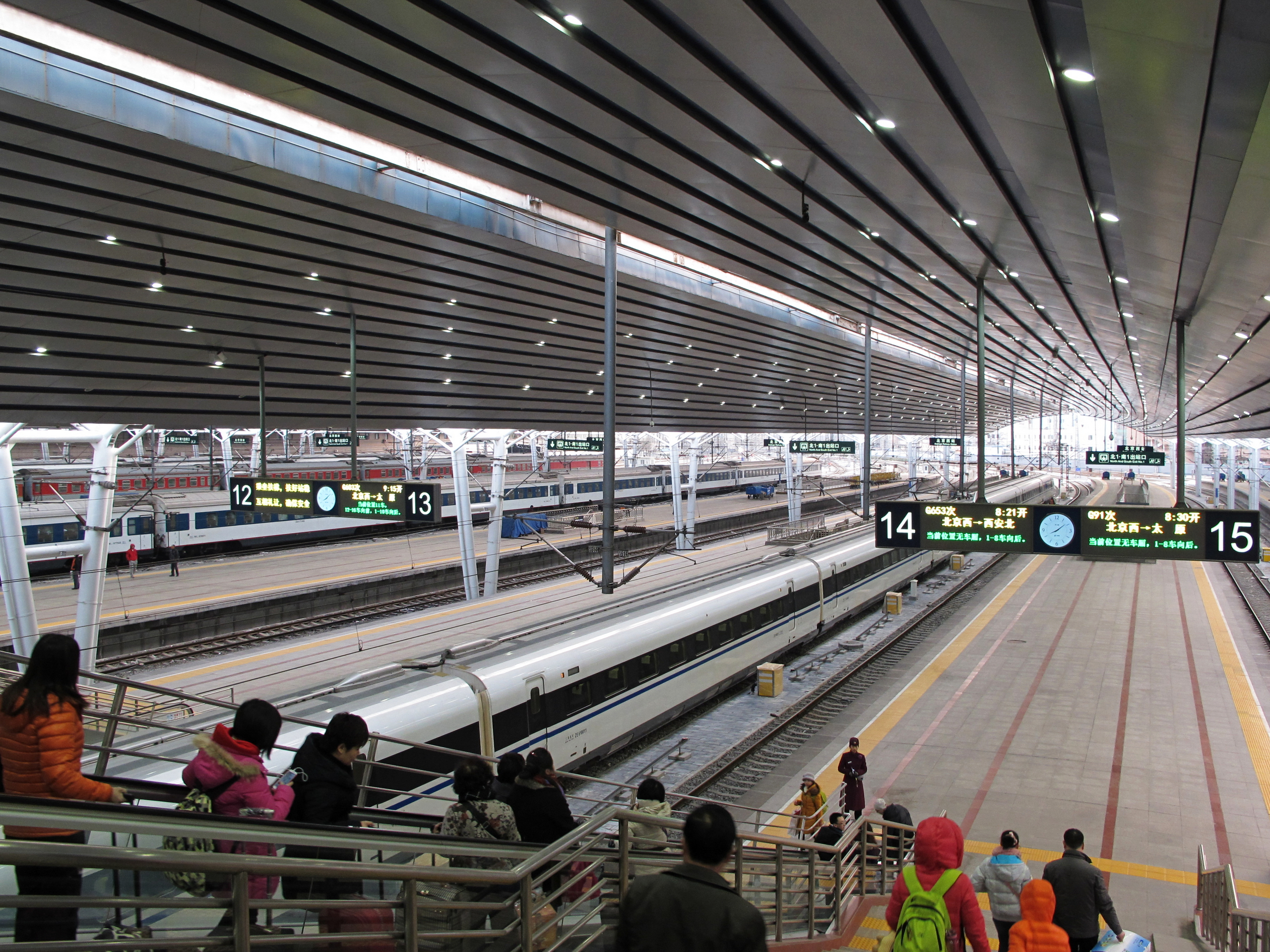
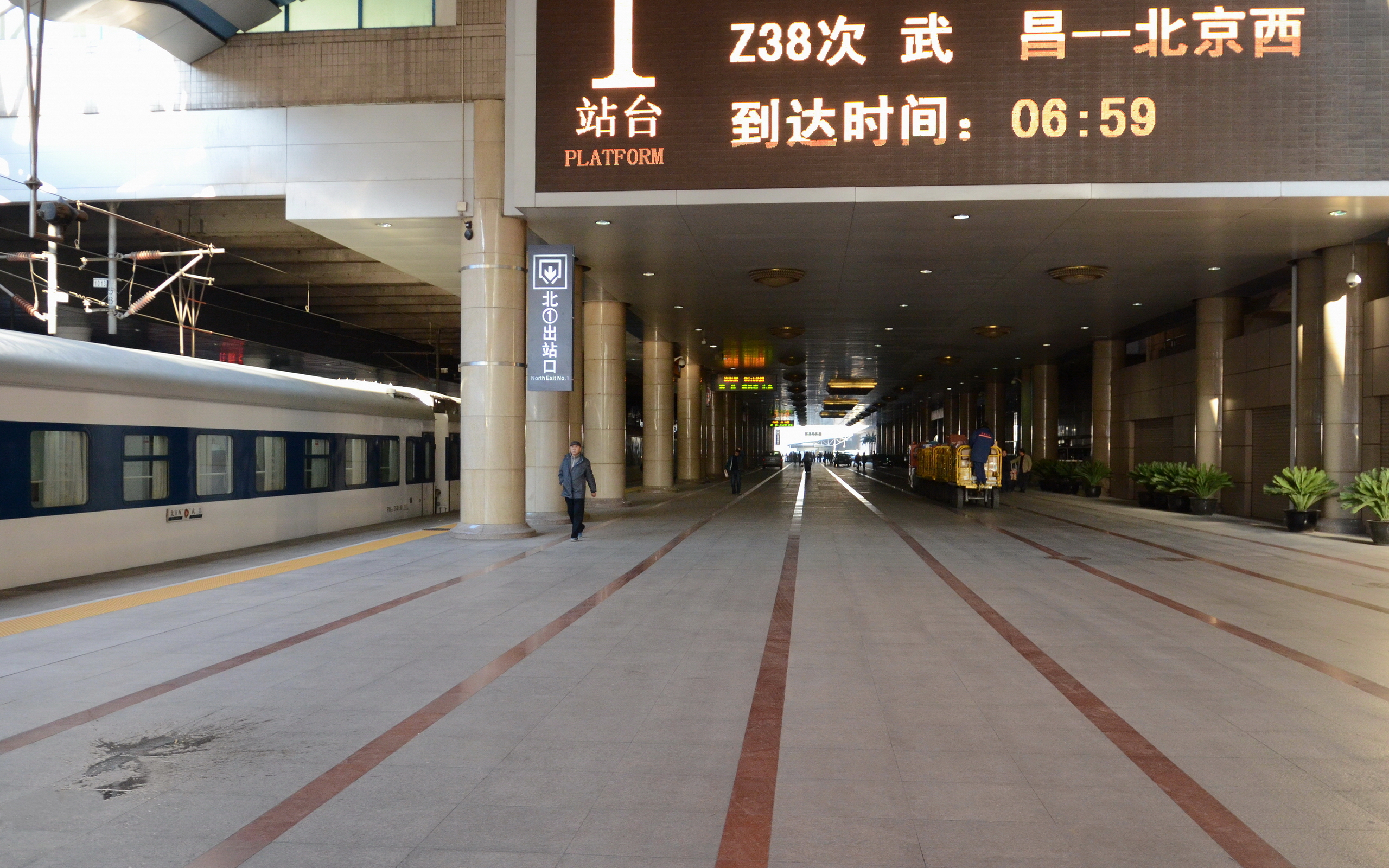
سکو ۱
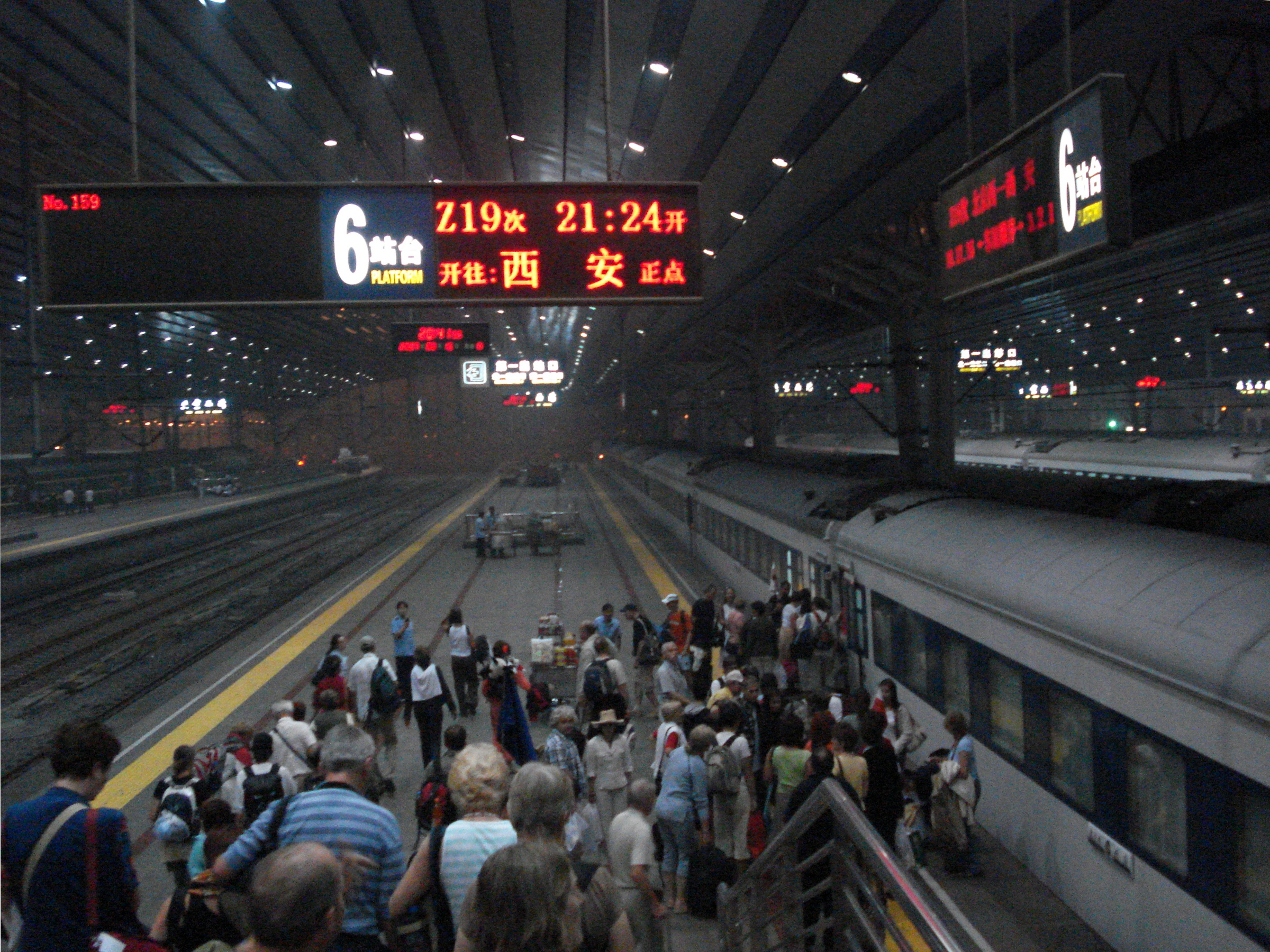
سکو ۶

### متروی پکن

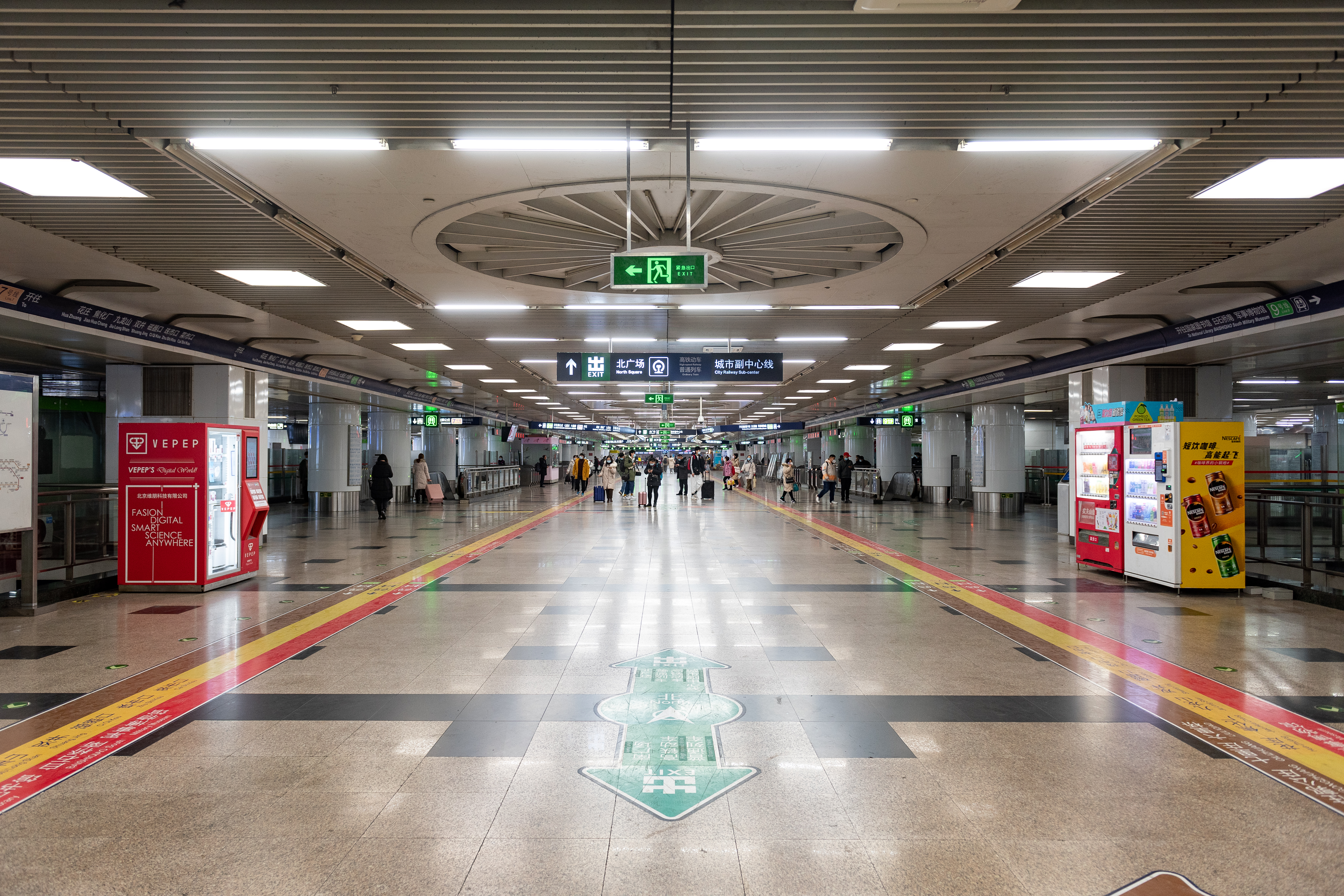
سالن اصلی
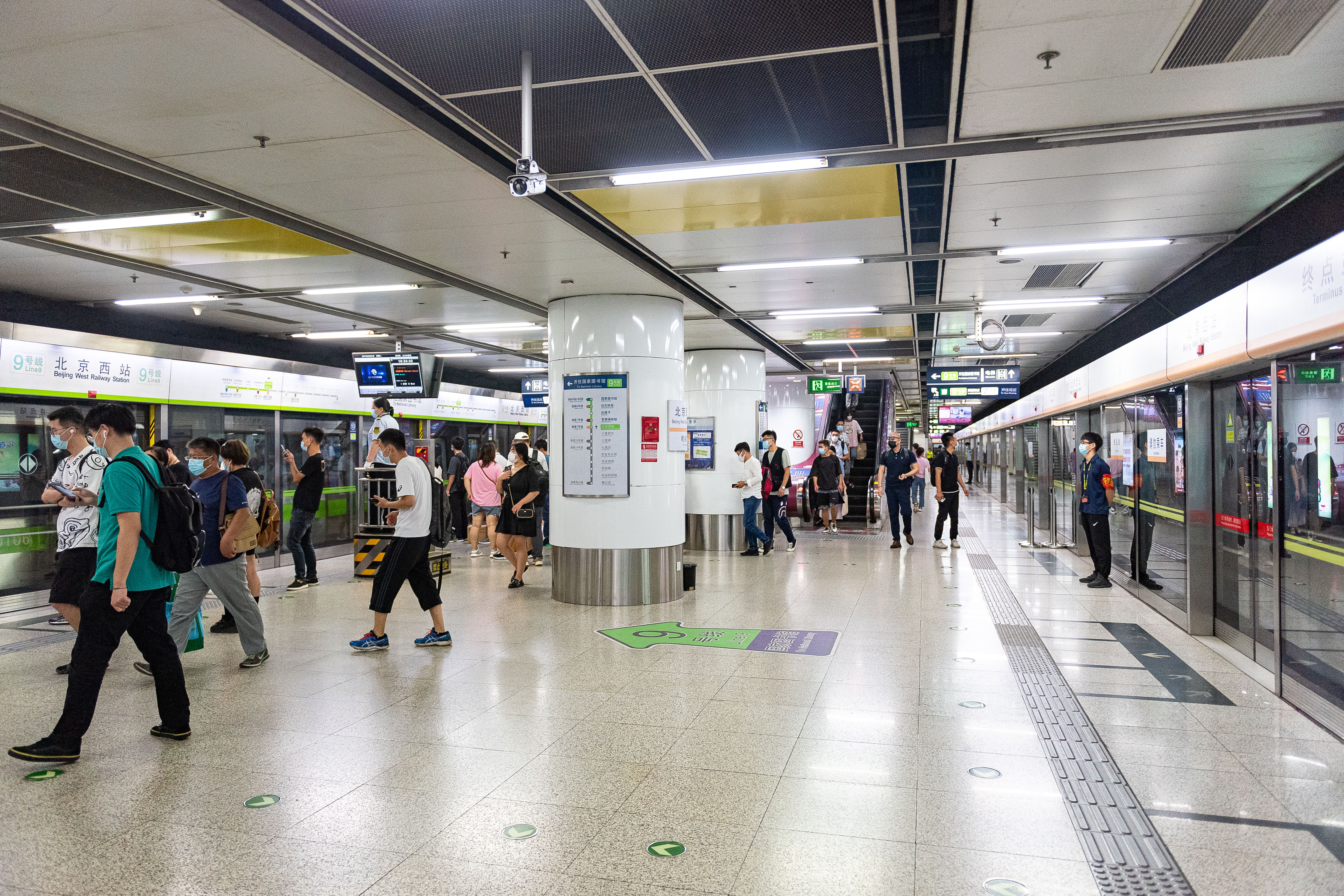
سکوی شمال
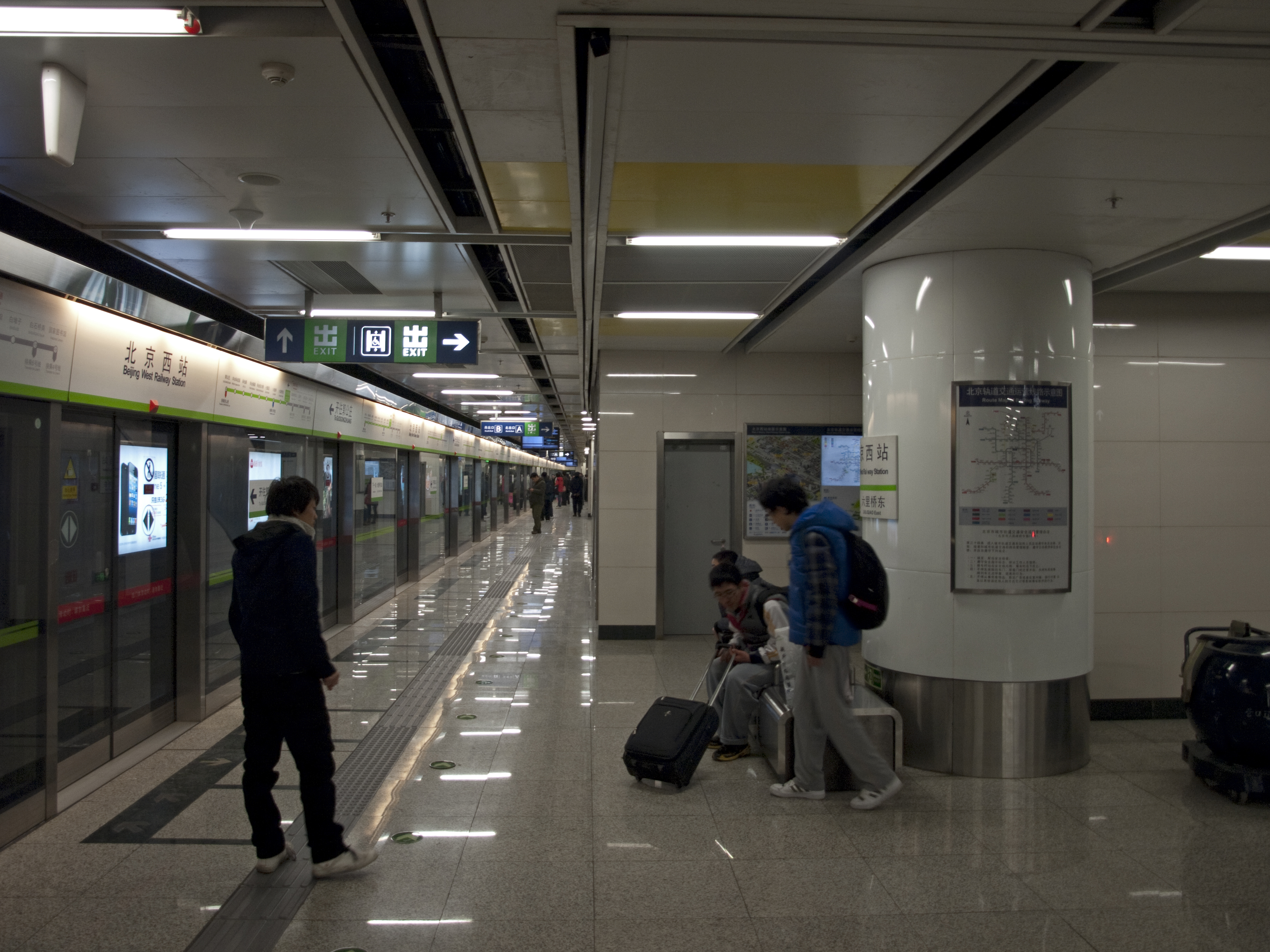
سکو قبل از افتتاح خط ۷